# Closterkeller
Closterkeller — польская рок-группа из Варшавы. Группу основали Przemysław Guryń, Jacek Skirucha, и Аня Ортодокс 1 января 1988 года. Несмотря на многочисленные изменения в составе, группа создала своё собственное характерное звучание, в том числе и благодаря голосу лидера группы, Ани, единственного участника группы из первого состава. Closterkeller считаются одними из пионеров на готической сцене Польши.
В мрачное атмосферное звучание группы органично вписываются готика, хеви-метал, психоделия и синти-поп.
Несмотря на большую популярность у себя на родине, в Польше, Closterkeller мало известны за её пределами, возможно потому, что большая часть песен написана на польском языке, хотя некоторые альбомы были изданы и в англоязычной версии.
Closterkeller также представляют запоминающиеся концертные шоу. Они выступали вместе с такими коллективами как Jethro Tull, Paradise Lost, Diary Of Dreams и др.

## История
Свою музыкальную карьеру Closterkeller начали в 1988 году, играя тяжёлую музыку в духе British New Wave.
Дебютный альбом группы, Purple вышел в 1990 г. и был записан в составе: Anja Orthodox (вокал), Jacek Skirucha (гитара), Tomasz Grochowalski (бас), Przemysław Guryn (клавишные) и Andrzej Szymańczak (ударные).
Ко времени записи второго альбома Blue, 1992 г., в группе уже произошли серьёзные изменения, новым клавишником стал Michał Rollinger, ударником — Piotr Pawłowski, появился второй гитарист — Robert Ochnio. Альбом был записан в двуязычном варианте, в Европе английскую версию выпустил немецкий лейбл SPV Records.
Третий альбом Violet вышел в 1993 г., к этому времени состав группы снова поменялся новым и единственным гитаристом группы стал Paweł Pieczyński, новым басистом — Krzysztof Najman. Этот состав группы оказался более долговечным, следующие альбомы: Scarlet, 1995 г. и Cyan, 1996 г. были записаны теми же музыкантами. Но уже в 1997 г. в группу пришёл новый барабанщик Gerard Klawe, вместе с ним группа записала альбом Graphite, 1999 г. В 2000 г. вышел концертный полуакустический альбом Fin de siecle.
В 2002 г. в группу пришли второй гитарист Marcin Mentel и новый басист Marcin Płuciennik. В 2003 г. вышел седьмой альбом группы — Nero. В этом же году Closterkeller совершили большой тур по Польше, выступая вместе с Moonlight, Delight и Sacriversum. В 2004 г. Closterkeller выступили на фестивале Dark Stars вместе с Moonlight, Delight, Cemetary Of Scream, Darzamat и Desdemonia.
В 2009 г. вышел восьмой альбом Closterkeller — Aurum. А в 2011 г. — девятый альбом Bordeaux.

## Состав

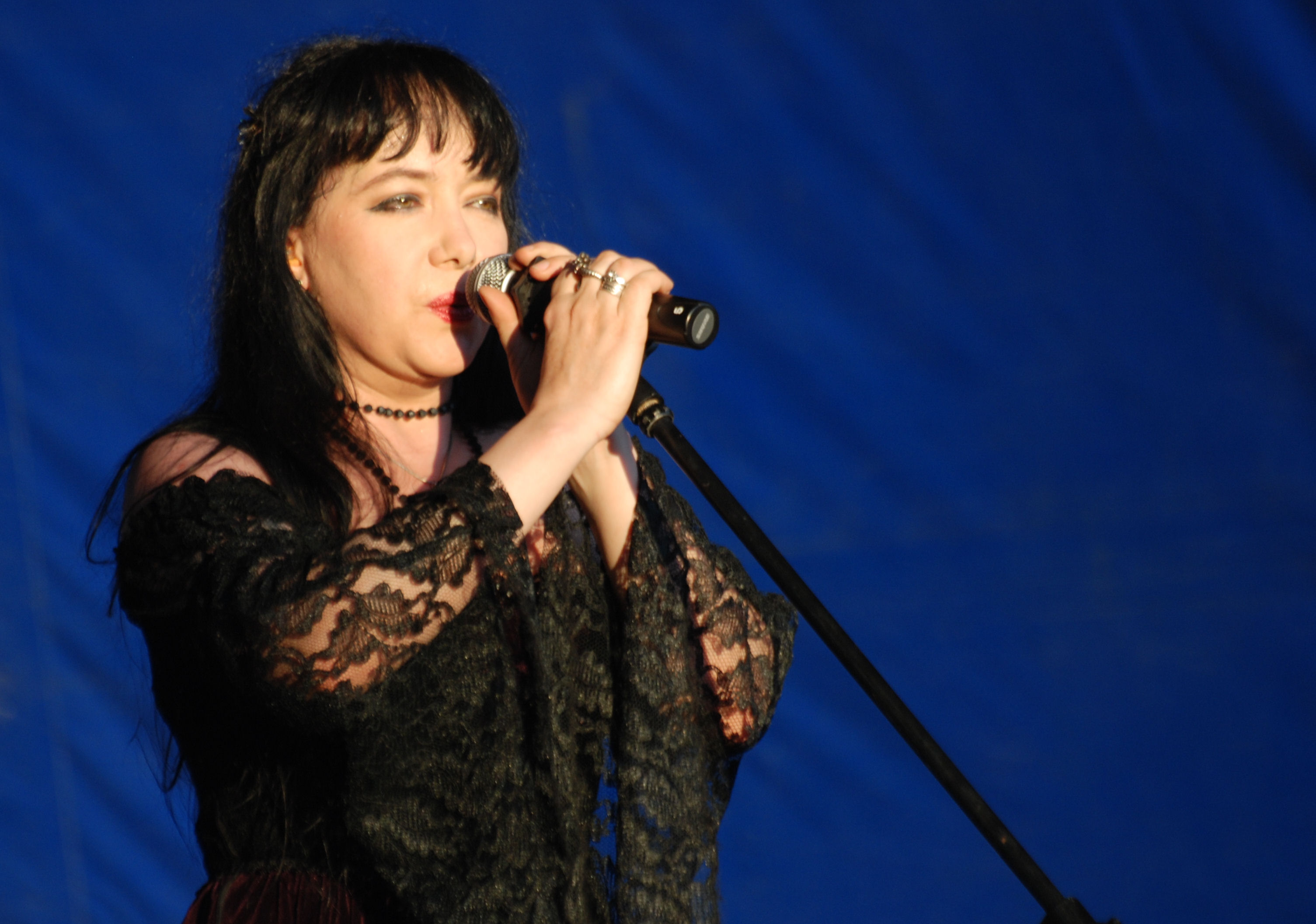
Аня Ортодокс, Castle Party 2008

### Текущий состав
- Аня Ортодокс — вокал, клавишные (с 1988)
- Кшиштоф Найман[пол.] — бас (1992—1999, с сентября 2006)
- Michał Rollinger — клавишные (с 1990)
- Мариуш Кумала[пол.] — гитара (с ноября 2006)
- Janusz Jastrzębowski — ударные (с июля 2006)

### Бывшие участники
- Grzegorz Tomczyk — ударные (1988—1989)
- Przemysław Guryn — клавишные (1988—1991)
- Jacek Skirucha — гитара (1988—1992)
- Tomasz Grochowalski — бас (1988—1992)
- Andrzej Szymańczak — ударные (1989—1991)
- Piotr Bieńkowski — ударные (1989—1990)
- Marcin Mentel — гитара (1999—2006)
- Paweł Pieczyński — гитара (1992—2000)
- Robert Ochnio — гитара (1992)
- Marcin Płuciennik — бас (1999—2006)
- Gerard Klawe — ударные (1997—2006)
- Piotr Pawłowski — ударные (1991—1997)
- Dariusz Boral — клавишные(1995—1996)
- Tomasz Wojciechowski — клавишные, гитара (1996—1998)
- Andrzej Kaczyński — бас (1999)
- Piotr Czyszanowski — бас (1999)
- Tomasz Kasprzycki — акустическая гитара (1992)
- Mikis Cupas — акустическая гитара (1991)
- Jarosław Kidawa — акустическая гитара (1991)
- Zbigniew Kumorowski — ударные (1990—1991)
- Krzysztof Dominik — ударные (1989)

### Приглашённые музыканты
- Agnieszka Płuciennik — вокал (Reghina)
- Zbyszek Bieniak — вокал (Blue, Violet)
- Fiolka Najdenowicz — вокал (Violet)
- Edyta Bartosiewicz — вокал (Cyan)
- Tomasz Pukacki — вокал (Scarlet)
- Михал Йелонек (пол. Michał Jelonek) — скрипка (Scarlet)
- Igor Czerniawski — клавишные (Purple, Blue, Agnieszka)
- Maciej Możdżeń — клавишные (Cyan)
- Romek Kunikowski — клавишные (Cyan)
- Stanisław Bokowy — клавишные (Cyan)

## Дискография

### Студийные альбомы
- Purple (1990)
- Blue (1992)
- Violet (1993)
- Scarlet (1995)
- Cyan (1996)
- Graphite (1999)
- Nero (2003)
- Aurum (2009)
- Bordeaux (2011)

### Концертные альбомы
- Koncert '97 (1997)
- Fin de siecle (2000)

### Компиляция
- Pastel (2001)

### EP
- Agnieszka (1993)
- Reghina (2004)

### Синглы
- Scarlett (sampler) (1995)
- Władza (1996)
- Na krawędzi/Ate (1999)
- Czas komety (1999)
- Zegarmistrz światła (2000)
- Earth Song (2004)
- Lunar (2005)

## DVD
- Act III (2003)
- Act IV (2008)